# Стобно (Нижньосілезьке воєводство)
Стобно (пол. Stobno) — село в Польщі, у гміні Волув Воловського повіту Нижньосілезького воєводства.
Населення — 255 осіб (2011).
У 1975-1998 роках село належало до Вроцлавського воєводства.

## Демографія
Демографічна структура станом на 31 березня 2011 року:
|          | Загалом | Допрацездатний вік | Працездатний вік | Постпрацездатний вік |
| -------- | ------- | ------------------ | ---------------- | -------------------- |
| Чоловіки | 129     | 17                 | 96               | 16                   |
| Жінки    | 126     | 22                 | 73               | 31                   |
| Разом    | 255     | 39                 | 169              | 47                   |